# Rock Elm, Wisconsin
Rock Elm là một thị trấn thuộc quận Pierce, tiểu bang Wisconsin, Hoa Kỳ. Năm 2010, dân số của thị trấn này là 455 người.